# Проект 985
Проект 985 (кит. 985工程) — проект по развитию системы высшего образования в Китае, предложенный бывшим президентом КНР Цзян Цзэминем на праздновании 100-й годовщины Пекинского университета 4 мая 1998 (по обозначению года и месяца: 98-5 (май)). Основная цель проекта — при сотрудничестве с местными правительствами вывести на мировой уровень несколько ведущих университетов Китая.
4 мая 1998 года Цзян Цзэминь сказал: «КНР должна быть представлена в мировом научном сообществе университетами высшего уровня», — после чего проект и начал осуществляться. В первой фазе были отобраны 9 университетов, которые получили средства на развитие на период трёх лет：

## Первые девять университетов
| Университет                            | Денежные средства (млрд юаней) | Источник финансирования | Город   |
| -------------------------------------- | ------------------------------ | --- | ------- |
| Фуданьский университет                 | 0.6 + 0.6                      | Министерство образования КНР + Шанхай                                                                                            | Шанхай  |
| Харбинский политехнический университет | 0.3 + 0.3 + 0.4                | Министерство образования КНР + Комитет по науке, технологии и промышленности при Министерстве обороны КНР + провинция Хэйлунцзян | Харбин  |
| Нанкинский университет                 | 0.6 + 0.6                      | Министерство образования КНР + провинция Цзянсу                                                                                  | Нанкин  |
| Пекинский университет                  | 1.8                            | Министерство образования КНР | Пекин   |
| Шанхайский университет транспорта      | 0.6 + 0.6                      | Министерство образования КНР + Шанхай                                                                                            | Шанхай  |
| Университет Цинхуа                     | 1.8                            | Министерство образования КНР | Пекин   |
| Научно-технический университет Китая   | 0.3 + 0.3 + 0.3                | Министерство образования КНР + Китайская академия наук + провинция Аньхой                                                        | Хэфэй   |
| Сианьский транспортный университет     | 0.6 + 0.3                      | Министерство образования КНР + провинция Шэньси                                                                                  | Сиань   |
| Чжэцзянский университет                | 0.7 + 0.7                      | Министерство образования КНР + провинция Чжэцзян                                                                                 | Ханчжоу |

Государство выделило девять ведущих университетов КНР, а список позднее был расширен.

## Список университетов (без учета первых девяти)
1. Пекинский университет аэронавтики и космонавтики
2. Пекинский технологический институт
3. Пекинский педагогический университет
4. Университет Чжуннань
5. Центральный университет национальностей
6. Китайский сельскохозяйственный университет
7. Чунцинский университет
8. Даляньский технологический университет
9. Восточно-китайский педагогический университет
10. Университет науки и техники Центрального Китая
11. Хунаньский университет
12. Цзилиньский университет
13. Ланьчжоуский университет
14. Нанькайский университет
15. Национальный университет оборонных технологий
16. Северо-восточный университет (Шэньян)
17. Северо-западный университет сельского и лесного хозяйства
18. Северо-западный политехнический университет
19. Океанический университет КНР
20. Народный университет КНР
21. Шаньдунский университет
22. Сычуаньский университет
23. Южно-китайский технологический университет
24. Юго-восточный университет
25. Университет имени Сунь Ятсена
26. Тяньцзиньский университет
27. Университет статистики
28. Китайский университет электроники и техники
29. Уханьский университет
30. Сямыньский университет

## См.также
- Проект 211
- Программа 863